# Pelecanus erythrorhynchos
El pelícano blanco americano  (Pelecanus erythrorhynchos) es una especie de ave de la familia de los pelícanos (Pelecanidae). Es muy grande (12–18 dm), con manchas negras en las alas y un pico anaranjado muy grande y ancho.  Su envergadura es de aproximadamente 3 m. Son muy gráciles en vuelo, moviendo sus alas en lentos y poderosos golpes.
Al contrario del pelicano pardo (Pelecanus occidentalis), el blanco no se zambulle para cazar su comida. En cambio, practica la pesca cooperativa; cada ave come algo de 1,5 kg de peces por día, mayormente carpas Cyprinidae, Leuciscus cephalus, sardinas, percas, pez gato, Seriola zonata. 
Anidan en colonias de varios centenares de casales en islas de lagos de agua dulce de Norteamérica. Las colonias de anidación más norteñas pueden encontrarse en islas, en los rápidos del río Slave entre Fort Fitzgerald (Alberta), y Fort Smith (Territorios del Noroeste). Cerca del 10-20% de la población usa la isla Gunnison en el Gran Lago Salado como territorio de anidación. Las hembras ovipositan 2 o 3 huevos en ligeras depresiones del suelo. Ambos progenitores incuban.
Invernan en California central y a lo largo de las costas del Pacífico de Guatemala; también en las playas del Golfo de México.
La caza furtiva es la causa más importante de mortalidad. Las colonias son sensibles a las molestias; y las visitas de humanos pueden causar que los pelícanos abandonen sus nidos.
Esta especie está protegida por el Migratory Bird Treaty Act. En California, es el Departamento de Caza y Pesca el que da estatus de protección a través de la lista de Especies californianas de especial interés (CSC, siglas en inglés).
El nombre científico combina Pelecanus, latín para pelícano, con erythrorhynchos, deriva del griego erythros: rojo,  y rhynchos:  pico.